# 大伴部赤男
大伴部 赤男（おおともべ の あかお、生没年不詳）は、奈良時代の人物。姓は直。

## 記録
『続日本紀』によれば武蔵国入間郡（現在の埼玉県入間郡と、入間市・狭山市・川越市・所沢市・ふじみ野市・坂戸市・飯能市など諸市の一帯）の人で、直姓であるため、国造級の一族と推定される。神護景雲3年（769年）に西大寺へ商布を1千5百段、稲を7万4千束、墾田を40町、林を60町、献上している。その後、赤男は亡くなり、宝亀8年（777年）に外従五位下を追贈した、という。これは、宝亀11年12月25日付の西大寺資財流記帳の官符図書第五の勅書官符等陸拾壱（61）巻のうち、「一巻、武蔵国墾田文図（宝亀九年、在国印）」と田薗山野図漆拾参（73）巻のうち、「武蔵国入間郡榛原庄一枚」、「一巻、同国（武蔵国）林地帳（宝亀九年、在国印）」に該当するものである。

## 考察
西大寺への献物は、天平神護3年（767年）の左京の人荒木臣道麻呂・忍国親子と大友村主人主の例、および土佐国安芸郡の少領凡直伊賀麻呂の例が他に知られている。ただし、いずれの場合にも、物を献上して程なく叙位されている。
赤男の叙位が遅れて没後追贈になった背景には、献物と同年に発生した入間郡の神火との関係が指摘されている。神護景雲3年9月17日に入間郡の正倉4宇が焼け、備穀1万斛余りが失われたという事件が起こり、卜占の結果、同郡出雲伊波比神（現在の埼玉県入間郡毛呂山町岩井に鎮座）が近年班幣に与らないことを祟ったものと分かり、武蔵国司のこの報告を受けた中央政府は、宝亀3年（772年）12月に神祇官に同社への班幣を命令し、翌年2月には譜第を絶たないという条件で、入間郡司の解任を決定している。
大山誠一や森田悌の説によると、赤男が入間郡司であったか否かの意見の相違は見られるが、赤男を神火事件の犯人とし、西大寺への献物は当時の道鏡政権への贈賄というべき性質のものであったため、叙位が大幅に遅れたとしている。